# Патрік Дитко
Патрік Дитко (нар. 28 березня 1994, Фельклінґен, Німеччина) — польський футболіст німецького походження, півзахисник футбольної команди «П'яст».
Його батьки у 1989 році емігрували з Польщі до Німеччини. У 2010 році він мешкав та займався футболом у Дортмунді, а в 2013-му переїхав до Гливиць. Має як польське, так і німецьке громадянство.